# Alopecosa striatipes
Alopecosa striatipes là một loài nhện trong họ Lycosidae.
Loài này thuộc chi Alopecosa. Alopecosa striatipes được Carl Ludwig Koch miêu tả năm 1839.